# NGC 1151
NGC 1151 (również PGC 11147) – galaktyka eliptyczna (E), znajdująca się w gwiazdozbiorze Erydanu. Odkrył ją 31 grudnia 1885 roku Francis Leavenworth.